# Меди Мадавикия
Меди Мадавикия или Мехди Махдавикия (на персийски مهدی مهدوی کیا) е ирански футболист, роден на 24 юли 1977 в столицата на Иран Техеран. Играе във ФК Персеполис, а от 2006 г. е капитан на Иран. Силните страни на Мадавикия са добрият поглед върху играта, точните пасове и бързите пробиви по крилото.

## Кариера
Преди да премине в Бохум през 1999 г. Мадавикия играе в отбора на Пирузи (Техеран). След като Бохум изпада от Първа Бундеслига, той се връща за кратко в Пирузи, след което отива в Хамбургер – отначало под наем – където се налага като дясно крило. След слаби мачове през сезон 2004/2005 е закотвен на резервната скамейка. Решаваща роля за това имат и новите попълнения, с които се конкурира за място в дясната зона на полузащитата и нападението. По това време ахилесовата пета на Хамбургер е постът на десен защитник. Мадавикия предлага на треньора Томас Дол да го пробва като десен бек. Ескпериментът е успешен и така не се стига до преждевременна раздяла между отбора и играча. Най-запомнящият се мач на Мадавикия с екипа на Хамбургер е на 13 септември 2000 срещу Ювентус в груповата фаза на Шампионската лига. Ювентус води като гост с 3:1, когато Мадавикия вкарва гол, асистира за друг и спечелва дузпа, с която Хамбургер повежда с 4:3. В крайна сметка Ювентус изравнява след съмнителна дузпа.
През лятото на 2007 подписва тригодишен договор с отбора на Айнтрахт Франкфурт. През първия си сезон е преследван от контузии, но изиграва 20 срещи. В следващите сезони се появява много рядко на терена. През 2010 се завърща в Иран с отбора на Щеел Азин. По-късно играе и за Дамаш Гилан, а от 2012 за Персеполис.
С националния отбор на Иран участва на две Световни (1998, 2006) и на две Азиатски (2000, 2004) първенства. На СП 1998 във Франция вкарва победния гол за историческата победа с 2:1 над САЩ.

## Успехи
Национален отбор
- Участие на две Световни първенства – Франция (1998) и Германия (2006)
- Участие на две първенства на Азия – 2000, 2004

Хамбургер
- Носител на Купата на УЕФА-Интертото: 1 – 2005
- Носител на Купата на лигата: 1 – 2003

Награди
- Футболист на годината в Азия: 1 – 2003
- Млад футболист на годината в Азия: 1 – 1997
- Играч на годината на Хамбургер: 2 – 2002/2003, 2003/2004

## Личен живот
Меди Мадавикия е женен за Сепиде и има дъщеря на име Асал.
През 2006 името му попада на първите страници на вестниците, когато излиза наяве, че е женен за две жени едновременно – нещо, забранено от немските закони. Тъй като и двата брака са сключени в Иран, по иранските закони те се смятат за валидни. След като се разчува за полигамията на Мадавикия, той изоставя втората си съпруга Самира, която по това време е бременна от него, заявявайки, че цялата история е комплот срещу него и някой иска да го раздели с жена му.
Братът на Мадавикия Хади и племенникът му Мостафа също са футболисти и играят съответно в ФК Саипа и Фаджр Сепаси.

## Любопитно
- Прякори: Ракетата, Килимът (заради способността си с лекота да „прелита“ покрай съперниците си, досущ като летящо килимче)
- Никога не отказва автографи и интервюта.
- Всяко докосване на Мадавикия до топката е съпроводено с мощни викове „Медиииииииииии“ от трибуните.